# Ekpe Udoh
Ekpedeme Friday Udoh, connu sous le nom de Ekpe Udoh, né le 20 mai 1987 à Edmond dans l'Oklahoma, est un joueur puis entraîneur américano-nigerian de basket-ball. Comme joueur, il évolue au poste de pivot et mesure 2,05 m.

## Biographie
Ekpe Udoh est formé dans l'équipe universitaire des Bears de l'université Baylor. Il est le meilleur contreur de la Big 12 Conference, lors de la saison 2009-2010.
Il est sélectionné au 6e rang de la draft 2010 par les Warriors de Golden State. En juillet 2010, il doit subir une opération de son poignet gauche. Il manque les deux premiers mois de compétition et joue son premier match officiel en NBA le 31 décembre 2010 chez les Bobcats de Charlotte où il termine le match avec quatre points et trois rebonds en dix-huit minutes. Il termine sa première saison à 4,1 points et 3,1 rebonds de moyenne.
En novembre 2011, il part en Israël et s'engage dans le club du Bnei Hasharon.
Le 13 mars 2012, Udoh est envoyé aux Bucks de Milwaukee avec Monta Ellis et Kwame Brown contre Andrew Bogut et Stephen Jackson.
Le 27 août 2014, il est testé par les Clippers de Los Angeles. Le 3 septembre, il signe un contrat d'un an et un million de dollars dans l'équipe californienne.
Le 28 juillet 2015, il quitte la NBA et signe en Turquie au Fenerbahçe Ülker.
En mai 2017, Ádám Hanga est élu meilleur défenseur de l'Euroligue 2016-2017 et Udoh termine deuxième du vote.
Le 7 juillet 2019, il rejoint la Chine où il a trouvé un accord avec les Beijing Ducks.
Il prend sa retraite de joueur à la fin de la saison 2022-2023 et rejoint les Hawks d'Atlanta comme entraîneur adjoint.

## Palmarès
- Vainqueur de l'Euroligue 2017
- Vainqueur de la Supercoupe d'Italie 2021
- Vainqueur de l'EuroCoupe 2022

## Records personnels sur une rencontre en NBA
Les records personnels d'Ekpe Udoh, officiellement recensés par la NBA sont les suivants :
| Type de statistique        | Saison régulière | Saison régulière                               | Saison régulière              | Playoffs | Playoffs                           | Playoffs                  |
| Type de statistique        | Record           | Adversaire                                     | Date                          | Record   | Adversaire                         | Date                      |
| -------------------------- | ---------------- | ---------------------------------------------- | ----------------------------- | -------- | ---------------------------------- | ------------------------- |
| Points                     | 19               | Clippers de Los Angeles                        | 20 février 2012               | 4        | @ Heat de Miami                    | 21 avril 2013             |
| Paniers marqués            | 9                | Clippers de Los Angeles                        | 20 février 2012               | 2        | @ Heat de Miami                    | 21 avril 2013             |
| Paniers tentés             | 14               | Clippers de Los Angeles @ Spurs de San Antonio | 20 février 2012 21 mars 2011  | 4        | Heat de Miami                      | 28 avril 2013             |
| Paniers à 3 points réussis |                  |                                                |                               |          |                                    |                           |
| Paniers à 3 points tentés  | 1                | 3 fois                                         |                               |          |                                    |                           |
| Lancers francs réussis     | 7                | @ Wizards de Washington                        | 5 mars 2012                   |          |                                    |                           |
| Lancers francs tentés      | 8                | @ Bobcats de Charlotte                         | 29 novembre 2013              |          |                                    |                           |
| Rebonds offensifs          | 6                | 3 fois                                         |                               | 1        | 3 fois                             |                           |
| Rebonds défensifs          | 6                | 9 fois                                         |                               | 2        | @ Heat de Miami Rockets de Houston | 21 avril 2013 10 mai 2015 |
| Rebonds totaux             | 11               | Thunder d'Oklahoma City                        | 30 mars 2013 16 novembre 2013 | 3        | @ Heat de Miami                    | 21 avril 2013             |
| Passes décisives           | 5                | @ Wizards de Washington                        | 2 avril 2012                  | 1        | @ Heat de Miami                    | 21 avril 2013             |
| Interceptions              | 4                | Trail Blazers de Portland                      | 13 avril 2011                 | 2        | Heat de Miami                      | 28 avril 2013             |
| Contres                    | 6                | @ Nuggets de Denver Pistons de Détroit         | 11 avril 2011 4 décembre 2013 | 2        | Heat de Miami                      | 28 avril 2013             |
| Balles perdues             | 4                | @ Suns de Phoenix                              | 18 mars 2011                  |          |                                    |                           |
| Minutes jouées             | 39               | @ Thunder d'Oklahoma City Celtics de Boston    | 29 mars 2011 30 novembre 2013 | 21       | @ Heat de Miami                    | 21 avril 2013             |

- Double-double : 2 (au terme de la saison 2014/2015)
- Triple-double : aucun.